# Die Lügnerin (1992)
Die Lügnerin ist ein Spielfilm der DEFA von Siegfried Kühn aus dem Jahr 1992.

## Handlung
Titta sitzt mit einer älteren Dame und dem älteren Fred in einer Bushaltestelle, die von Feldern umgeben ist. Sie kommt mit Fred ins Gespräch und erzählt ihm, dass sie nach Neuseeland auswandern will. Über die Diskussion, ob sie die Reise nun mit dem Bus, dem Flugzeug oder einem Dampfer antreten will, verpassen die beiden den Bus und verbringen die Nacht bei einem offenen Feuer in der Haltestelle. Am nächsten Tag kann man den Grund ihrer zeitweisen Flucht aus ihrem Haushalt erkennen. Sie, Mitte dreißig und Dolmetscherin, lebt mit ihrem Mann Thomas, einem Saxophonspieler und zwei fast erwachsenen Kindern in einer Altbauwohnung, in der das Chaos herrscht. Nicht nur die Familie hält sich hier auf, sondern auch mehrere Freunde und Musiker, die einen sagenhaften Lärm verursachen. Nur Titta wird nicht zur Kenntnis genommen.
Dieser Alltagsstress belastet ihre Seele. Immer wieder erzählt sie fremden Leuten die Geschichte von ihrer geplanten Reise nach Neuseeland. Nach einem Treffen mit einem fremden Mann in einer Kneipe, beschließt sie ihr Leben zu ändern und beginnt eine Fotografenausbildung bei Frau Kapahnke, der sie unter anderen auch vorlügt, dass sie sechs Kinder hat. Sie besetzt eine Wohnung in einem Abrisshaus und provoziert ihren Mann mit erfundenen Geschichten von Seitensprüngen. Eines Tages lernt sie den Hobbyfotografen Ludwig kennen und hofft, mit ihm den Traum von Neuseeland verwirklichen zu können. Doch auch er enttäuscht sie, denn mit ihm kommt sie nur zu einer Klettertour ins Elbsandsteingebirge. Titta gerät wieder in eine Krise, trifft sich immer wieder mal mit Fred und ein Selbstmordversuch geht daneben. Schwanger und mit Alltagssorgen belastet, gibt sie ihre Träume aber nicht auf.

## Produktion
Die Lügnerin wurde vom DEFA-Studio Babelsberg GmbH (Potsdam–Babelsberg) in Farbe gedreht und mit Fördermitteln des Bundesinnenministeriums und des Landes Brandenburg realisiert. Der Film hatte auf dem Montreal World Film Festival in Kanada am 2. September 1992 seine Uraufführung. Die deutsche Premiere fand am 18. Februar 1993 zu den 43. Internationalen Filmfestspielen in Berlin statt und der allgemeine Kinostart begann am 26. Oktober 1993, der aber problematisch verlief, da der Film keinen Verleih fand.
Die Außenaufnahmen entstanden u. a. in Berlin-Mitte im Kunsthaus Tacheles, in der Klosterruine sowie im Elbsandsteingebirge.
Die Dramaturgie lag in den Händen von Erika Richter.

## Kritik
F.-B. Habel schrieb im Filmklub-Kurier, dass die Titta im Film nicht sagen kann, was sie wirklich will und bedrückt. Hier ist der Zuschauer gefragt, seine eigenen Erfahrungen einzubringen.